# Огуречников, Николай Иванович
Николай Иванович Огуречников (20 мая 1915, Белый Яр, Самарская губерния — 4 июля 1979, Коломыя, Ивано-Франковская область) — старший сержант Рабоче-крестьянской Красной Армии, участник Великой Отечественной войны, Герой Советского Союза (1945).

## Биография
Николай Огуречников родился 20 мая 1915 года в селе Белый Яр (ныне — село Старый Белый Яр Чердаклинского района Ульяновской области) в русской крестьянской семье. После окончания начальной школы и школы механизации сельского хозяйства работал слесарем на МТС.
В 1936 году был призван на службу в Рабоче-крестьянскую Красную Армию. Участвовал в боях советско-финской войны. С 1941 года — на фронтах Великой Отечественной войны. Член ВКП(б) с 1943 года.
К июню 1944 года старший сержант Николай Огуречников командовал отделением 481-го отдельного сапёрного батальона 344-й стрелковой дивизии 33-й армии 2-го Белорусского фронта. Отличился во время освобождения Витебской области Белорусской ССР. 23 июня 1944 года отделение Огуречникова проделало четыре прохода в немецких минных полях и проволочных заграждениях, а когда советские войска захватили вражеские рубежи, провело минирование подходов к ним. 27 июня 1944 года отделение переправилось через Днепр к югу от Орши и построило мост через него.
Указом Президиума Верховного Совета СССР от 24 марта 1945 года за «высокое воинское мастерство, мужество и героизм, проявленные при разминировании минных полей и наведении переправы через Днепр, обеспечившей успешное форсирование реки советскими войсками» старший сержант Николай Огуречников был удостоен высокого звания Героя Советского Союза с вручением ордена Ленина и медали «Золотая Звезда» за номером 5993. Был также награждён орденами Отечественной войны 1-й степени и Красной Звезды, рядом медалей.
После окончания войны Огуречников был демобилизован. Проживал и работал сначала на родине (председатель сельсовета, заместитель председателя колхоза села Белый Яр), затем в городе Коломыя Ивано-Франковской области Украинской ССР. Умер 4 июля 1979 года.

## Увековечение памяти
Почётный гражданин города Коломыя.
Барельеф на мемориале Героев в поселке Чердаклы Ульяновской области.